# Lijst van landbouwwerktuigen
Deze lijst van landbouwwerktuigen geeft een overzicht van de belangrijkste types apparatuur, gaande van eenvoudig handgereedschap tot geavanceerde machines, die in de landbouw worden gebruikt. De term landbouwwerktuig duidt in strikte zin op een werktuig dat specifiek wordt ingezet voor landbouwgerelateerde activiteiten. Een terreinwagen of verreiker die gebruikt wordt bij wegenwerken is daarom formeel geen landbouwwerktuig, maar een bouwwerktuig. Aangezien veel werktuigen multifunctioneel zijn, is het moeilijk om een sluitende en eenduidige definitie van het begrip landbouwwerktuig vast te leggen. Wat hieronder volgt is dan ook geen uitputtende lijst, maar een overzicht van werktuigen die courant in de landbouwpraktijk worden gebruikt.
De eerste lijst geeft een alfabetisch overzicht; de tweede lijst groepeert de landbouwwerktuigen op basis van hun functie.

## Alfabetische lijst
Inhoud
A • B • C • D • E • F • G • H • I • J • K • L • M • N • O • P • Q • R • S • T • U • V • W • X • Y • Z
| - Aanhangwagen - Aardappelaanaarder - Aardappelpootmachine - Aardappelrooimachine - Aardkar - Balengrijper - Balenopraapwagen - Balenpers - Balenvork - Balenwikkelaar - Bedvormer - Beregeningshaspel - Bijl - Bietenmuis - Bietenrooier - Boerenkar - Bollenplanter - Bonenplukker - Boomschudder - Boomverplanter - Boomzaag - Bosfrees - Boslier - Bosmaaier - Boxenvlakker - Cambridgerol - Centerpivot - Cirkelmaaier - Cultivator - Diepwoeler - Dorsmachine - Dorsslede - Dorssteen - Dorsvlegel - Draaimelkstal - Driewielkar - Druivenplukmachine - Eg - Eénassige trekker - Erwtenplukdorsmachine - Frees - Gietdarm - Gladde rol - Greppelfrees - Grasmaaier - Grondbak - Haakploeg - Hak - Handcultivator - Handharkje - Handkar - Hark - Heftruck - Heggenschaar - Hoogkar - Hooiblazer - Hooielevator - Hooivork - Hooiwagen - Houthakselaar - Huifkar | - Janplezier - Kabaan - Kapmes - Kar - Katoenmodulebouwer - Katoenplukker - Keerploeg - Kettingzaag - Kilverbak - Kipper - Klepelmaaier - Koffieoogstmachine - Kolvenplukker - Koolrooier - Kruiwagen - Kuilverdeler - Kuilvoersnijder - Kunstmeststrooier - Landbouwspuit - Land‑imprinter - Lineaire pivot - Loofklapper - Maaibalk - Maaiboot - Maaidorser - Maaier - Mallejan - Markeerspuitbus - Melkan - Melkkoeltank - Melkmachine - Melkrobot - Melkwagen - Mengmestverspreider - Mengvoerwagen - Mesthaak - Mestmixer - Meststrooier - Molploeg - Nalooprol - Olijvenplukmachine - Onderlosser - Oogstwagen - Oplegger - Opraapwagen - Opvoerband - Overlaadwagen - Palletvork - Patjol - Pelletpers - Plantenschepje - Plantmachine - Pikhaak - Pivot - Platte wagen - Ploeg - Portaaltrekker - Preimes - Preiplantmachine - Riek - Rondgaande ploeg - Rooimachine - Rotorkopeg - Rupsenschaar | - Schijveneg - Schoffel - Schoffelmachine - Schop - Schranklader - Schudder - Schuiver - Sikkel - Skidder - Sleepeg - Smalspoortrekker - Snoeimachine - Snoeischaar - Spaakwielbemester - Spade - Spinaziemaaier - Spitmachine - Sproeier - Sproeispuit - Sproeivliegtuig - Stalmeststrooier - Stenenrooier - Stobbenfrees - Stortbunker - Stroblazer - Strosnijder - Suikerrietoogstmachines - Takkenzaag - Takkenschaar - Tandemmelkstal - Terreinwagen - Tomatenrooier - Tractor - Trekker (vrachtwagen) - Trommelmaaier - Uienrooier - Uitrijwagen - Veewagen - Velmachine - Verdichtingswals - Veldhakselaar - Veldspuit - Verreiker - Vijzelmaaier - Visgraatmelkstal - Voerdoseercontainer - Voorlader - Vorenpakker - Vrachtwagen - Wagen - Wan - Wanmolen - Watertank - Weidebeluchter - Wentelploeg - Werktuigendrager - Wiedeg - Zaaimachine - Zaaiviool - Zeefbandrooier - Zeis - Zelfbinder - Zelflosser - Zicht - Zij aan zij melkstal - Zwadmaaier |

## Gegroepeerde Lijst
Grofweg kunnen de meeste landbouwwerktuigen worden ondergebracht in drie sectoren: het transport en de overslag van landbouwgoederen, de veeteelt, en de plantproductie. Veel landbouwwerktuigen passen echter in meerdere sectoren. Zo wordt een opraapwagen bijvoorbeeld gebruikt voor het verzamelen van zwaden gras, waarna het werktuig een volle lading transporteert naar de boerderij. Omdat de eerste functie van dit werktuig het oprapen van gewas is, wordt het in deze lijst onder de oogstsector geplaatst, ook al past het werktuig perfect onder de transport- en overslagsector.

### Transport en overslag

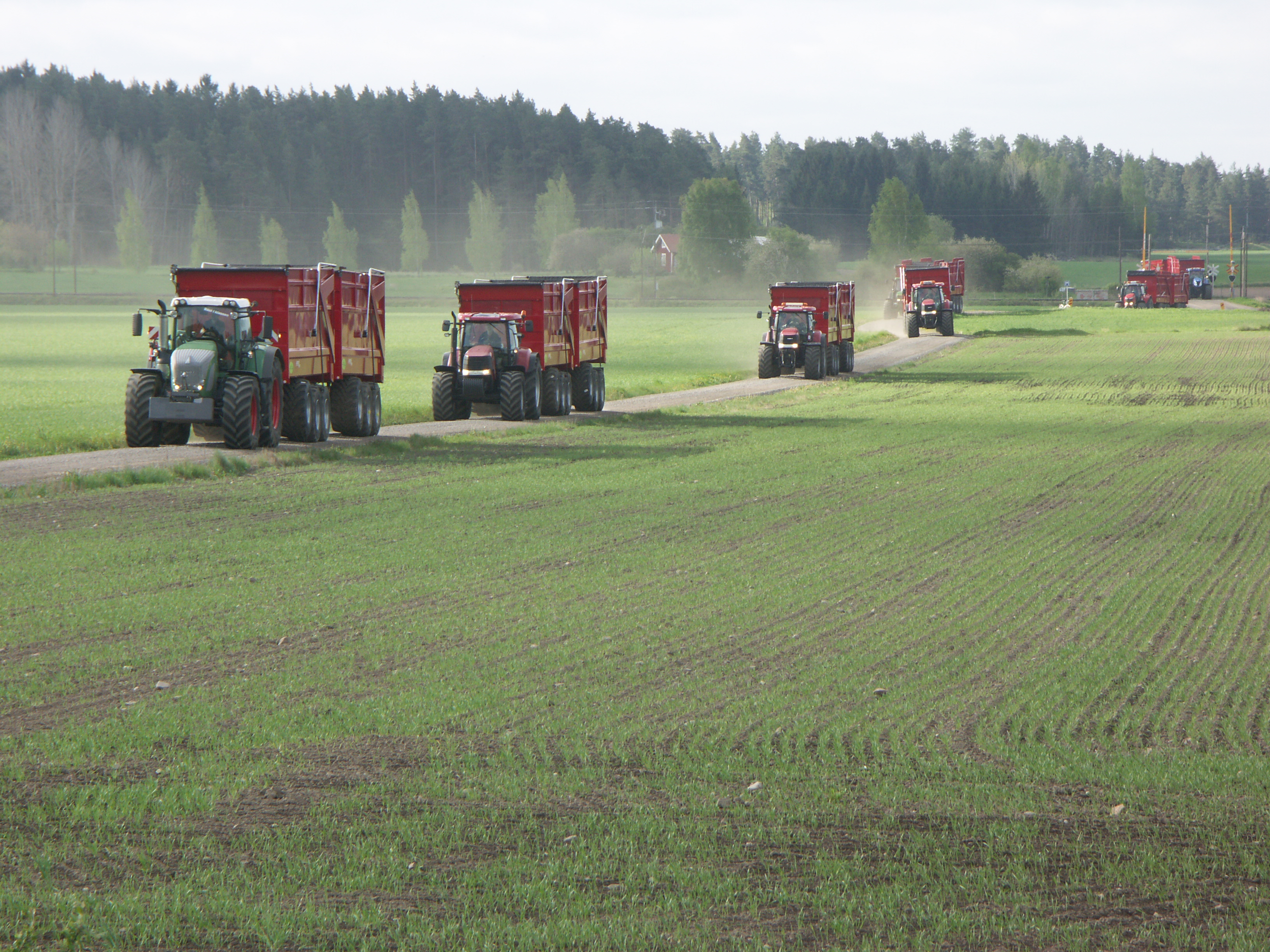
Tractors met landbouwkippers

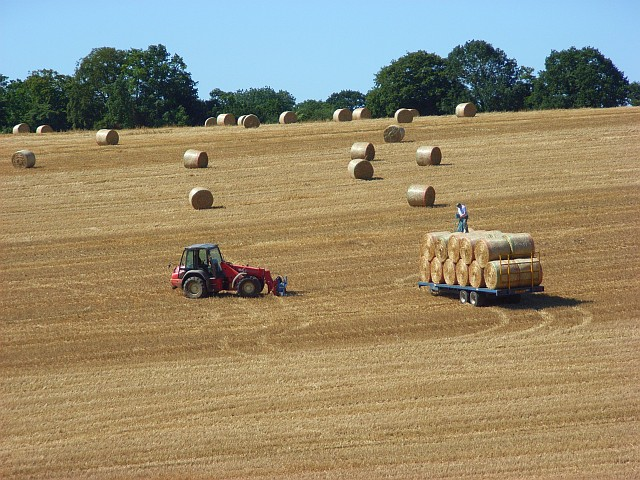
Kniklader met platte boerenwagen

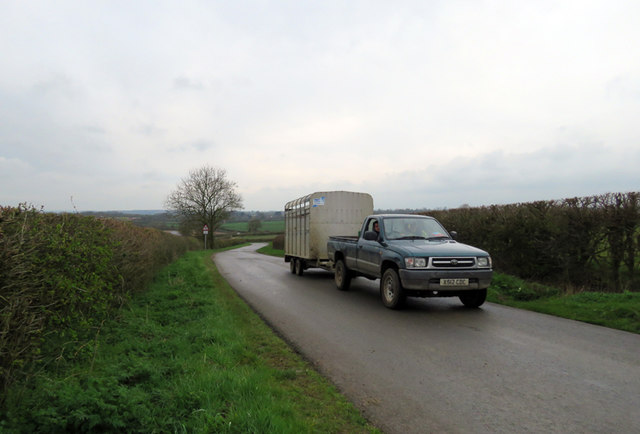
Terreinwagen met veewagen

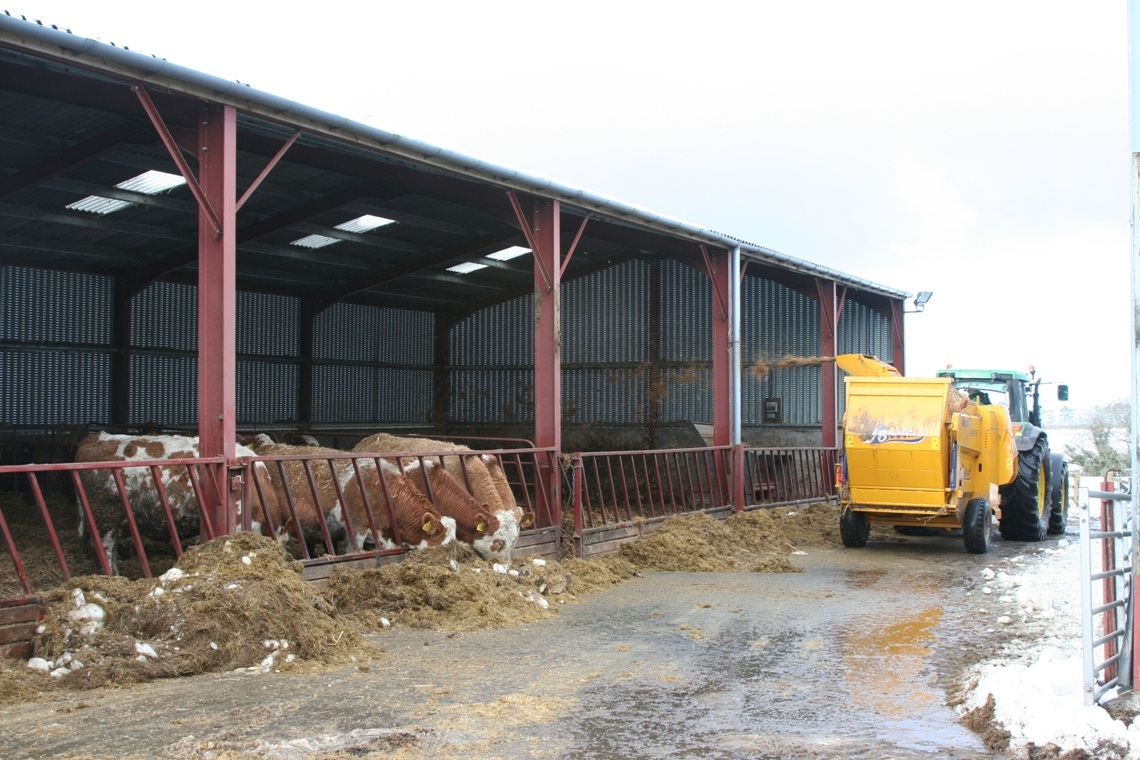
Stroblazer

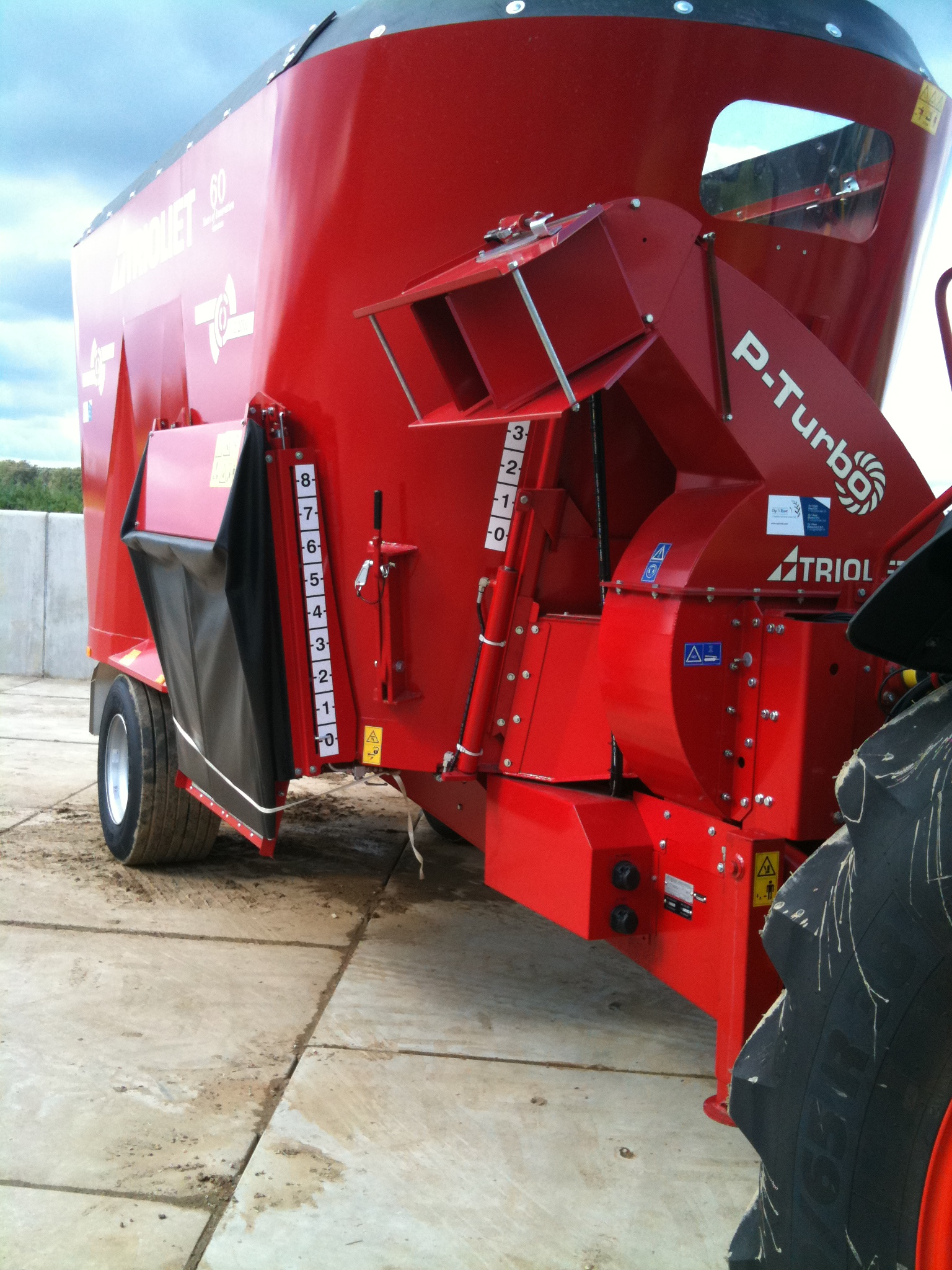
Mengvoerwagen en stroblazer in één

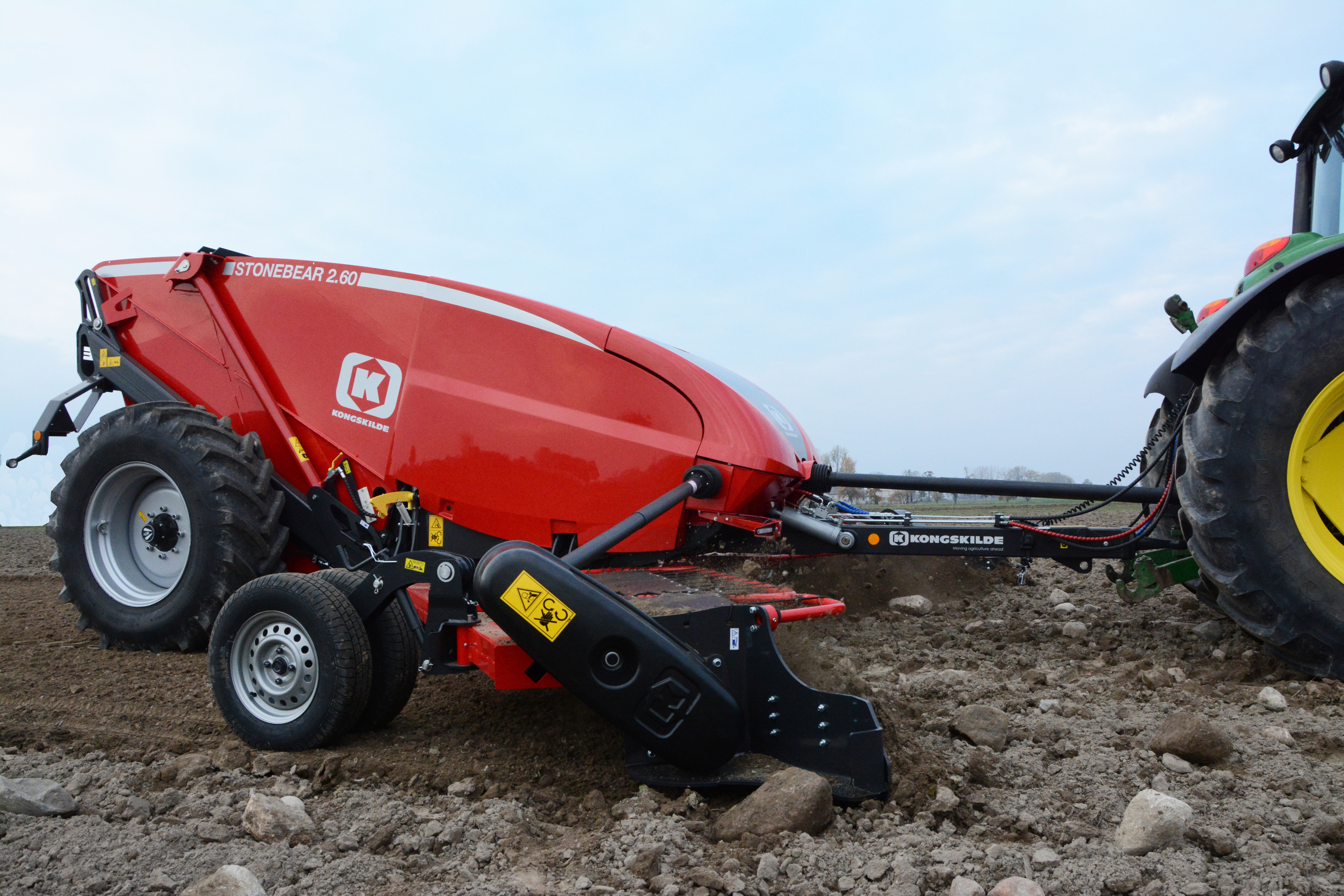
Stenenraapmachine

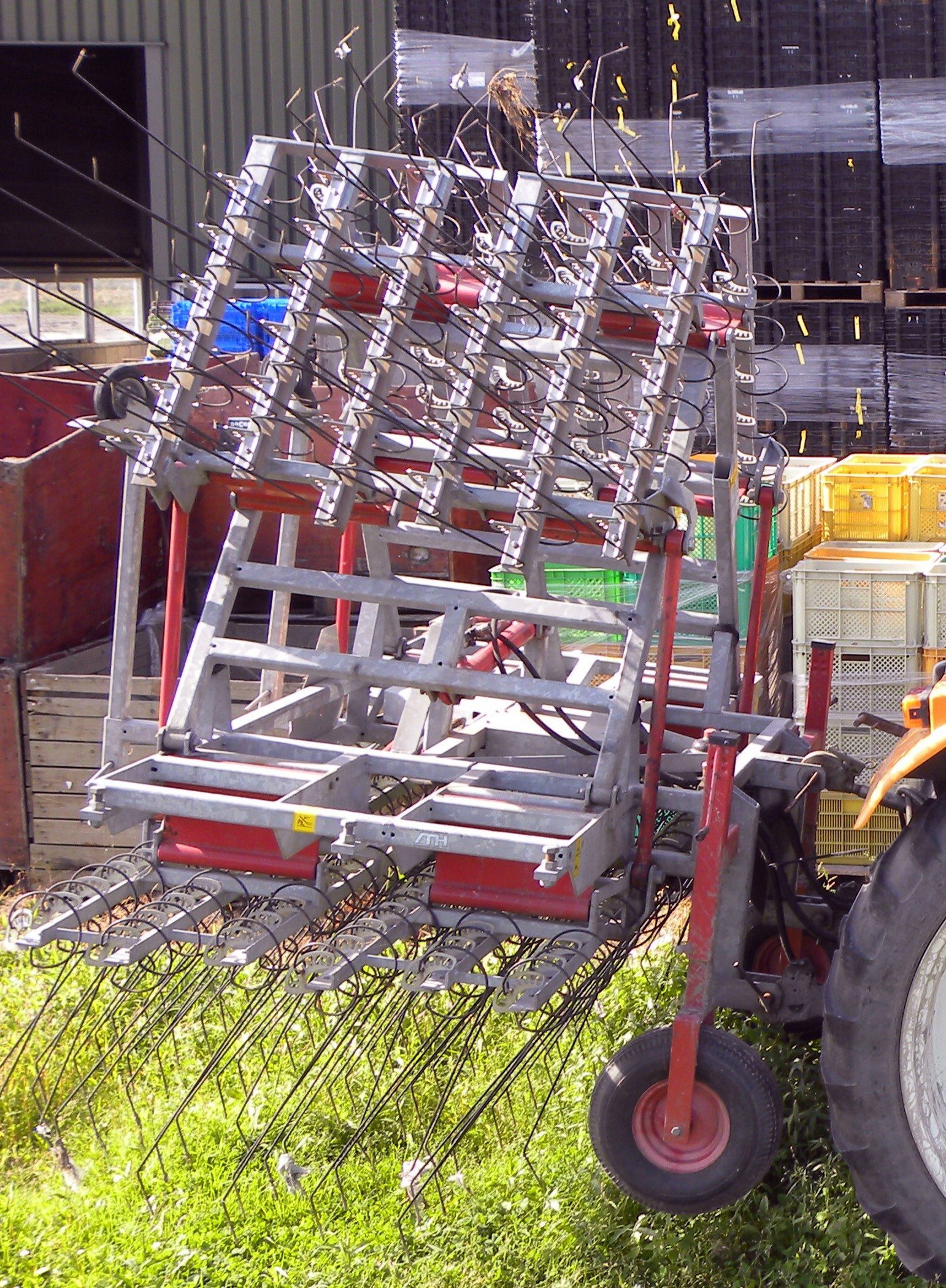
Wiedeg

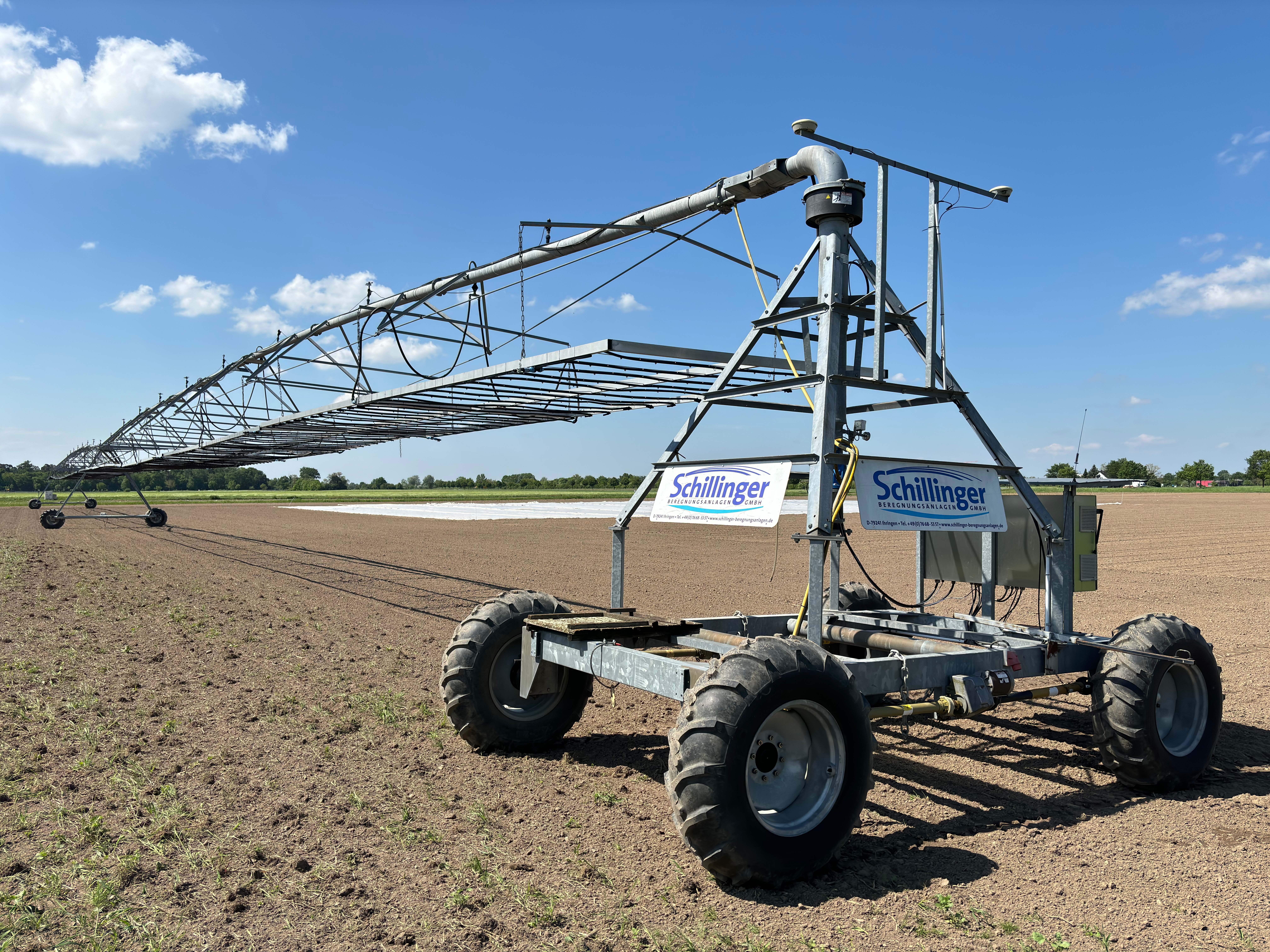
Centerpivot

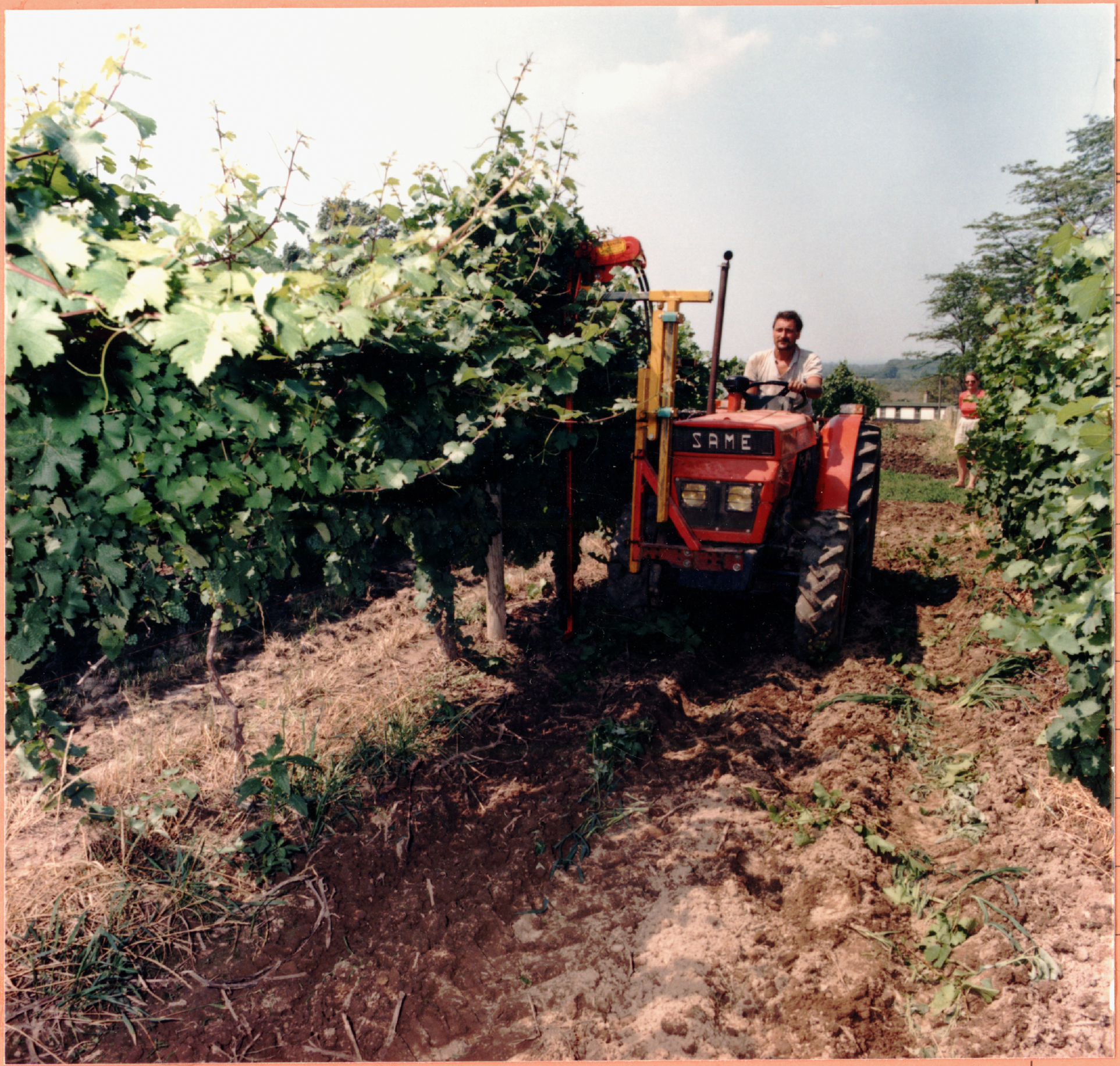
Snoeimachine

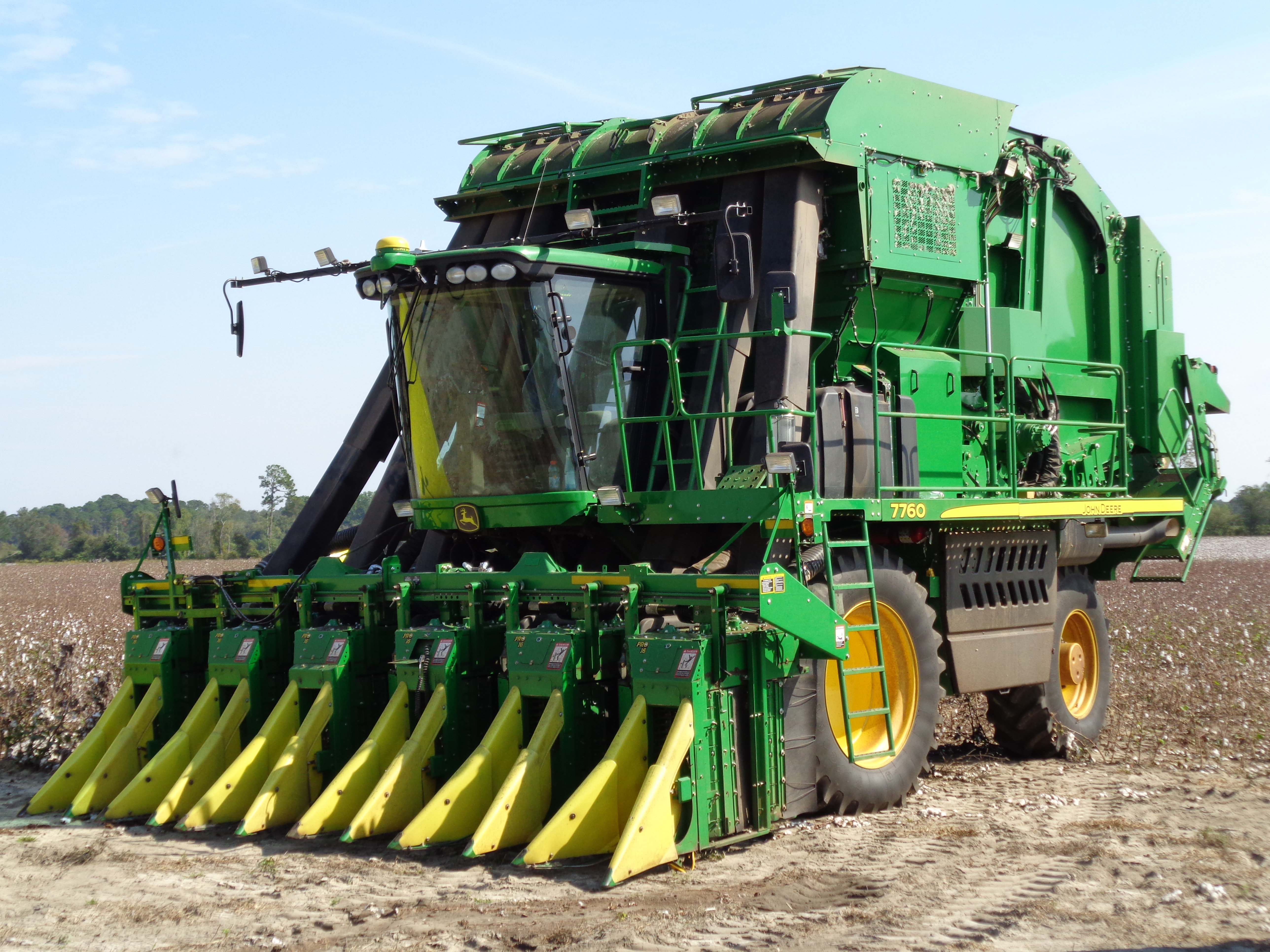
Katoenplukker

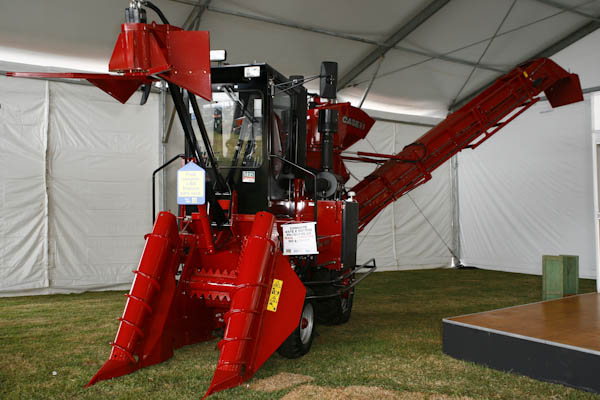
Suikerrietoogstmachine

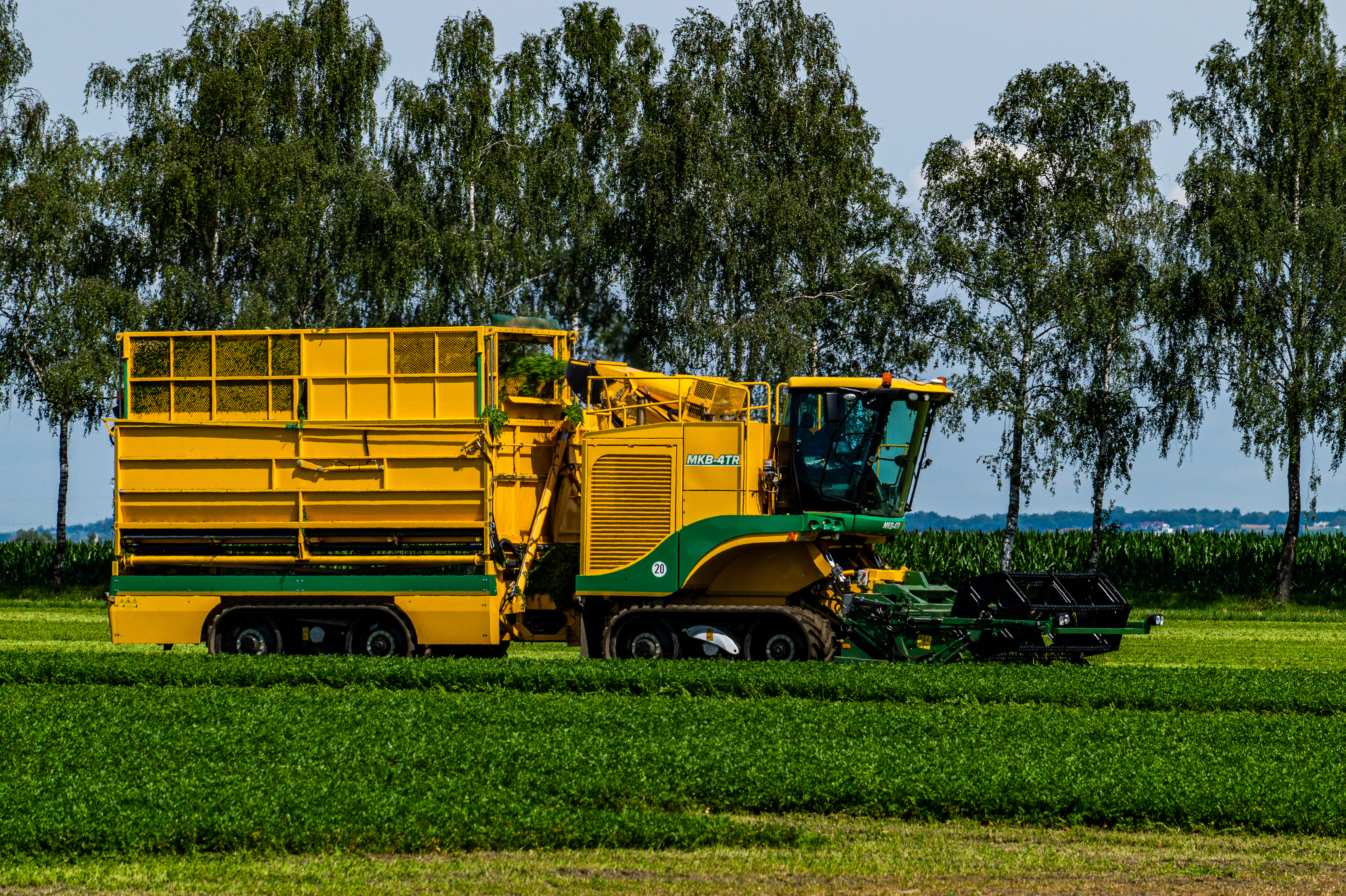
Spinaziemaaier

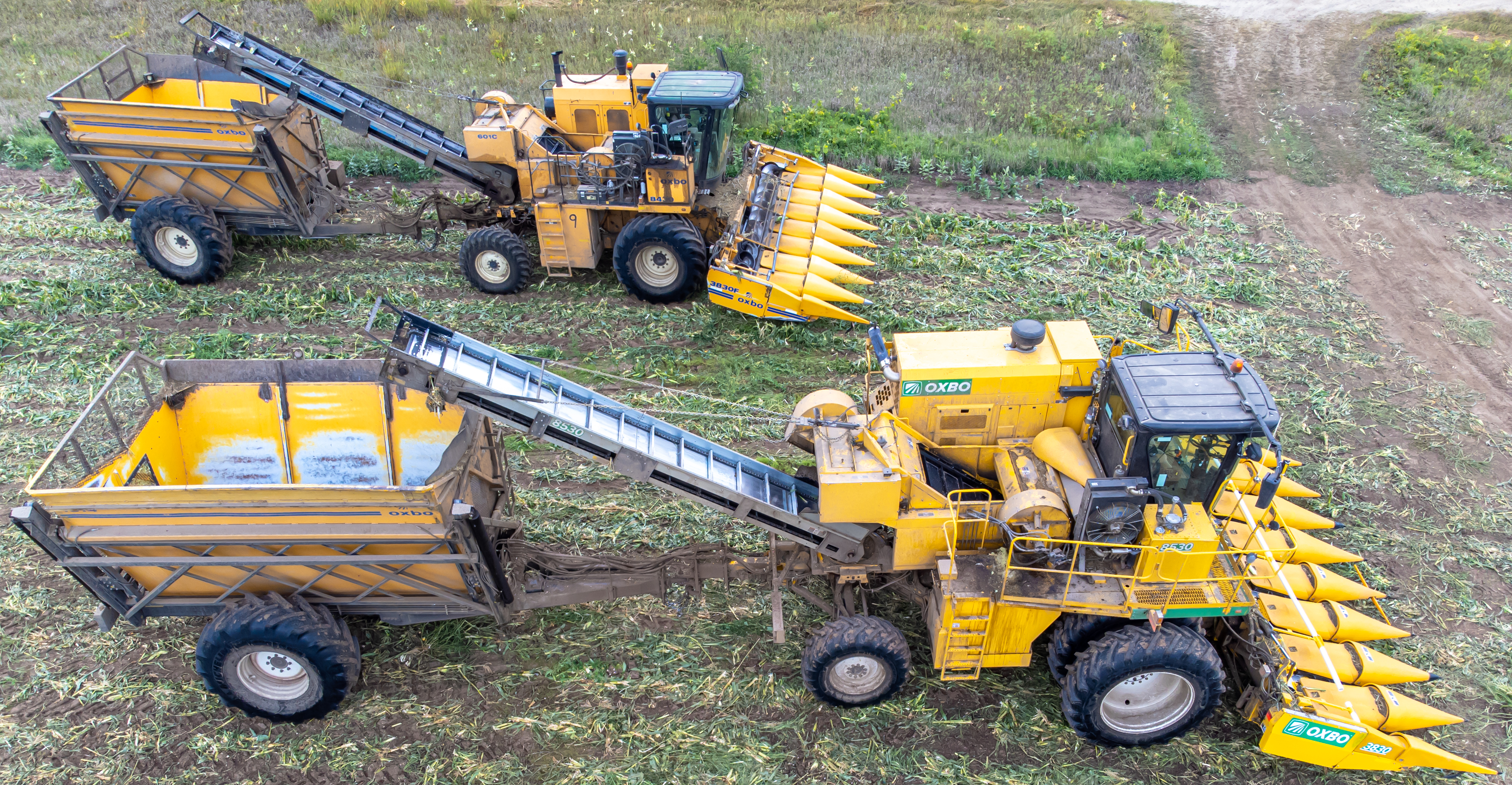
Kolvenplukkers

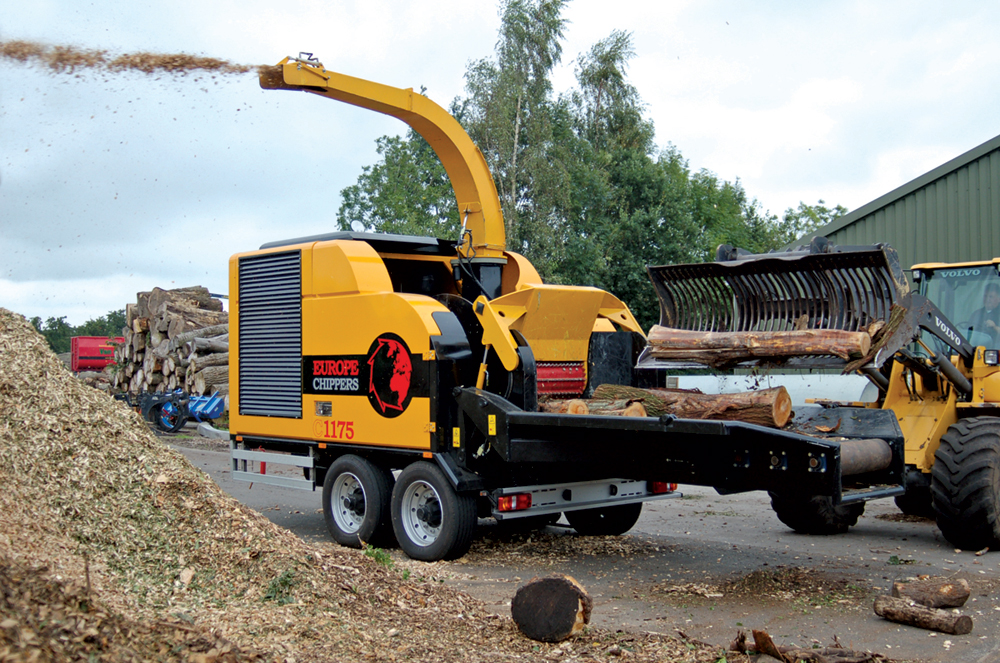
Wiellader met houthakselaar

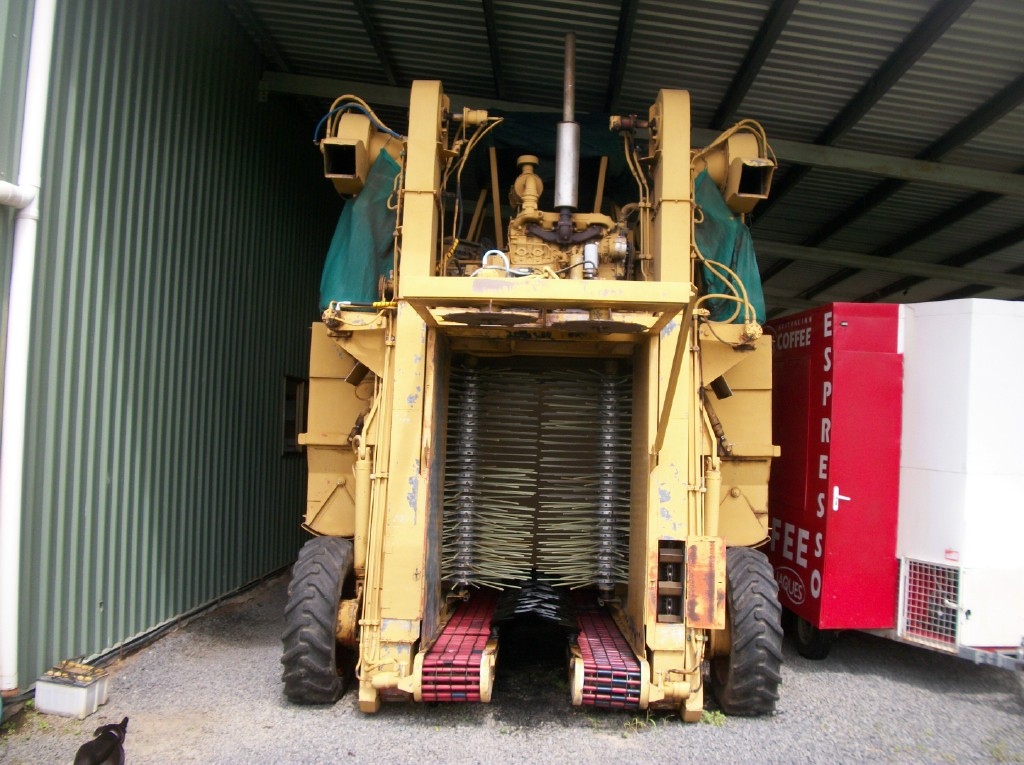
Koffieoogstmachine

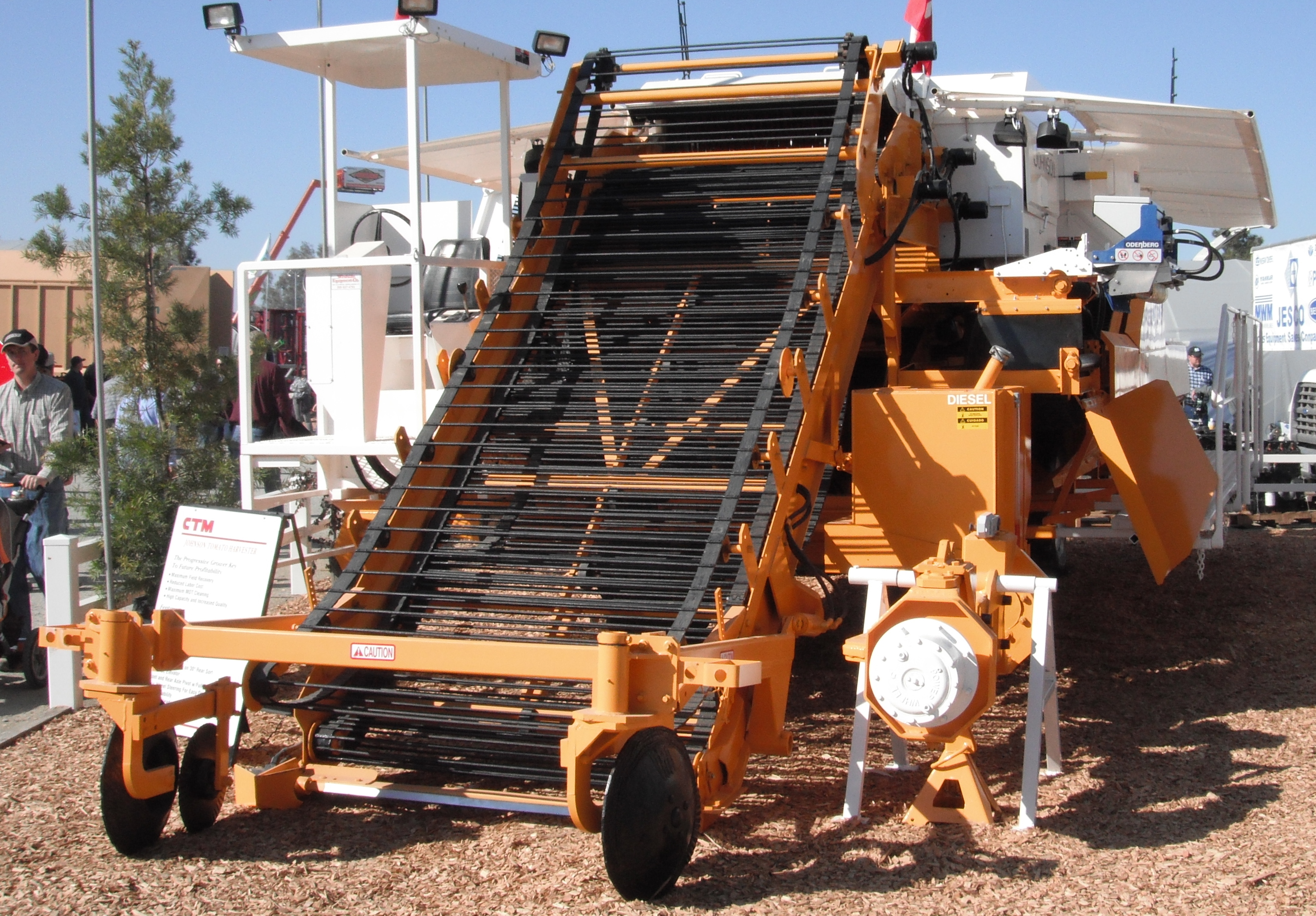
Tomatenrooier

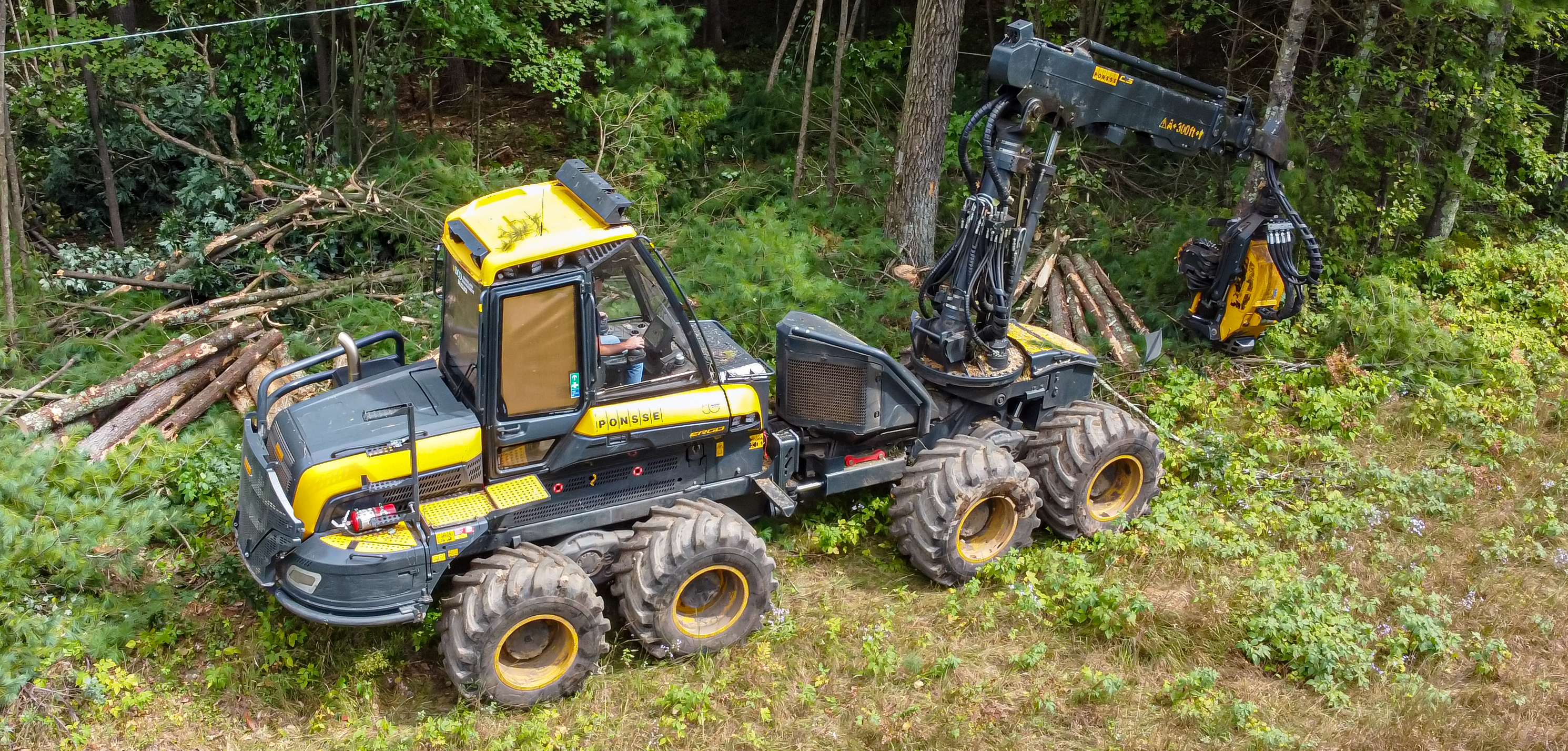
Velmachine

- Tractor
  - Portaaltrekker
  - Eénassige trekker
  - Smalspoortrekker
  - Werktuigendrager
- Trekker (vrachtwagen)
- Vrachtwagen
- Terreinwagen
- Heftruck
- Schranklader
- Verreiker
- Shovel
- Riek
- Mesthaak
- Pikhaak
- Hooivork
- Voorlader
- Kruiwagen
- Grondbak
- Balenvork
- Balengrijper
- Palletvork
- Aanhangwagen
  - Kar
    - Boerenkar
    - Huifkar
    - Aardkar
    - Hoogkar
    - Driewielkar
    - Handkar

  - Wagen
    - Oogstwagen
    - Hooiwagen
    - Janplezier

  - Kipper
  - Afschuifwagen
  - Uitdraaiwagen
  - Onderlosser
  - Platte (boeren)wagen
  - Veewagen
  - Watertank
- Boslier
- Mallejan
- Uitrijwagen
- Skidder
- Kabelbaan
- Overlaadwagen
- Balenopraapwagen
- Zelflosser
- Oplegger
- Bietenmuis
- Opvoerband
- Stortbunker

### Veeteelt
- Schuiver
- Mestmixer
- Boxenvlakker
- Stroblazer
- Strosnijder
- Kuilvoersnijder
- Voerdoseercontainer
- Mengvoerwagen
- Melkkan
- Melkmachine
  - Draaimelkstal
  - Melkwagen
  - Tandemmelkstal
  - Visgraatmelkstal
  - zij aan zij melkstal
- Melkrobot
- Melkkoeltank

### Gewasproductie (weide- en akkerbouw)

#### Grondbewerking
- Plantenschepje
- Schop
- Patjol
- Spade
- Handharkje
- Handcultivator
- Hark
- Diepwoeler
- Spitmachine
- Ploeg
  - Haakploeg
  - Keerploeg
    - Rondgaande ploeg
    - Wentelploeg
- Cultivator
- Schijveneg
- Frees
- Eg
  - Sleepeg
- Nalooprol
  - Vorenpakker
  - Cambridgerol
  - Gladde rol
- Land‑imprinter
- Rotorkopeg
- Stenenrooier
- Bedvormer
- Zaaiviool
- Bollenplanter
- Plantmachine
  - Preiplantmachine
- Zaaimachine
- Aardappelpootmachine
- Hak
- Schoffel
- Wiedeg
- Schoffelmachine
- Verticuteermachine
- Weidebeluchter
- Greppelfrees
- Molploeg
- Kilverbak
- Stobbenfrees

#### Bodem- en gewasverzorging
- Kunstmeststrooier
- Stalmeststrooier
- Mengmestverspreider
- Spaakwielbemester
- Sproeispuit
- Veldspuit
- Sproeier
- Sproeivliegtuig
- Beregeningshaspel
- Pivot
  - Lineaire pivot
  - Centerpivot
- Gietdarm
- Rupsenschaar
- Snoeischaar
- Heggenschaar
- Snoeimachine
- Boomverplanter
- Maaier
  - Bosfrees
  - Cirkelmaaier
  - Vijzelmaaier
- Maaiboot

### Oogst
- Zicht
- Zeis
- Bosmaaier
- Maaier
  - Messenbalkmaaier
  - Trommelmaaier
  - Schijvenmaaier
  - Zwadmaaier
- Schudder
- Hark
- Opraapwagen
- Balenpers
- Balenwikkelaar
- Pelletpers
- Hooielevator
- Hooiblazer
- Sikkel
- Wan
- Wanmolen
- Dorsslede
- Dorssteen
- Dorsvlegel
- Dorsmachine
- Zelfbinder
- Maaidorser
- Veldhakselaar
- Kuilverdeler
- Verdichtingswals
- Loofklapper
- Preimes
- Rooimachine
  - Zeefbandrooier
    - Aardappelrooimachine
    - Uienrooier
    - Tomatenrooier

  - Bietenrooier
  - Klembandrooier
- Katoenplukker
- Katoenmodulebouwer
- Suikerrietoogstmachines
- Koolrooier
- Druivenplukmachine
- Olijvenplukmachine
- Erwtenplukdorsmachine
- Spinaziemaaier
- Kolvenplukker
- Bonenplukker
- Koffieoogstmachine
- Boomschudder
- Markeerspuitbus
- Takkenzaag
- Takkenschaar
- Houtbijl
- Kapmes
- Boomzaag
- Kettingzaag
- Velmachine
- Houthakselaar